# Aborcja w Portugalii

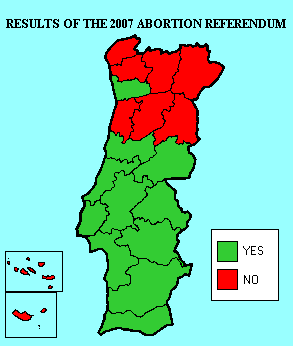
Wyniki referendum z 2007 roku

Aborcja w Portugalii – portugalskie prawo dopuszcza aborcję na życzenie w pierwszych dziesięciu tygodniach ciąży pod warunkiem przeprowadzenia z kobietą odpowiednich konsultacji i zachowania odstępu minimum trzech dni pomiędzy konsultacją a zabiegiem.

## Historia
Do 1984 roku przerywanie ciąży było w Portugalii zakazane bez względu na okoliczności.
W tym roku dopuszczono przeprowadzenie aborcji, jeśli:
1) ciąża stanowi zagrożenie dla zdrowia, zarówno fizycznego jak i psychicznego, matki,
2) ciąża zagraża życiu matki,
3) istnieje uzasadnione podejrzenie że ciąża jest wynikiem gwałtu,
4) płód jest ciężko upośledzony.
W przypadku określonym w 1) zezwalano na aborcję w pierwszych 12 tygodniach ciąży, w 3) przed upływem 16 tygodnia, w 4) do 24 tygodnia, nie ograniczano jej pod względem czasowym w przypadku określonym w punkcie 2).
W 1998 roku miało miejsce referendum na ten temat w którym 50,9% obywateli Portugalii opowiedziało się przeciwko legalności zabiegów przerywania ciąży. Chociaż nie było ono wiążące pod względem prawnym ze względu na zbyt małą frekwencję, to powstrzymało proces legislacyjny zmierzający do dopuszczalności aborcji w pierwszych dziesięciu tygodniach ciąży.
Kwestia aborcji powróciła w 2007, kiedy ponownie rozpisano referendum w tej kwestii – również tym razem nie było ono wiążące z uwagi na zbyt małą frekwencję, ale fakt iż 59,25% obywateli Portugalii zagłosowało za legalizacją aborcji wpłynął na zaaprobowanie stosownej ustawy przez parlament. Została ona przyjęta 17 kwietnia tego samego roku a weszła w życie w sierpniu 2007.